# Девушка в поезде (фильм, 2016)
«Девушка в поезде» (англ. The Girl on the Train) — мистический психологический триллер 2016 года режиссёра Тейта Тейлора, сюжет которого основан на одноимённом романе Полы Хокинс. Адаптацией занималась сценарист Эрин Крессида Уилсон. Премьера в США состоялась 7 октября 2016 года. С момента основания Amblin Partners это первый фильм студии DreamWorks Pictures, дистрибьютором которого стала компания Universal. Изначально дистрибьютором фильма должна была стать студия Disney. Но после завершения сделки с Universal права на предстоящие фильмы DreamWorks отошли к нему.

## Сюжет
Рэйчел Уотсон (Эмили Блант), страдающая алкоголизмом, бесцельно ездит на поезде с тех пор, как потеряла работу и развелась. Из поезда она внимательно наблюдает за жизнью своего бывшего мужа Тома Уотсона, его нынешней жены Анны (Ребекка Фергюссон) и их соседей Скотта и Меган Хипвелл, которых она боготворит. Меган работала няней у Тома и Анны, но недавно уволилась. Во время замужества Рэйчел впала в депрессию из-за бесплодия, что привело к алкоголизму, который вылился в деструктивное поведение и повторяющиеся случаи временной потери памяти.
На барбекю, организованном боссом Тома, она пьяная устроила сцену. Также Том обвинил Рэйчел, когда его уволили. Находясь в нетрезвом состоянии, она часто приставала к Тому, например, звонила ему несколько раз, хотя помнила немного или вообще не помнила об этих действиях, когда становилась трезвой. Однажды она также вытащила новорожденную дочь Тома и Анны из её кроватки, когда Анна спала, а затем оставила ребёнка на земле, где Анна её и обнаружила.
Из поезда Рэйчел замечает, как Меган целует незнакомца, и от этого Рэйчел приходит в ярость. Она собирается поругаться с Меган, но несколько часов спустя просыпается в своей постели вся в крови. Меган исчезла, а Рэйчел допрашивает детектив Райли, так как в тот день её видели поблизости. Рейчел связывается со Скоттом, мужем Меган, чтобы рассказать ему о романе. Скотт показывает фотографию психиатра Меган, доктора Камаля Абдика, и Рэйчел опознаёт его как человека, которого она видела с Меган.
В результате доктора Абдика допрашивает полиция, но он говорит, что Скотт был эмоционально не сдержан со своей женой, и подозрения падают на него. Полагая, что доктор Абдик причастен к исчезновению Меган, Рэйчел договаривается с ним о встрече, но встреча заканчивается обсуждением своих собственных проблем (бесплодие и потеря памяти).
Доктор Абдик вспоминает консультацию с Меган, на которой она сказала, что у неё был ребёнок, когда она была ещё совсем юной. Но ребёнок случайно утонул в ванной, и Меган никогда себе этого не простила.
Меган найдена убитой. Анализы показывают, что она была беременна, но анализы ДНК показывают, что ни Скотт, ни доктор Абдик не были отцом ребёнка. Скотт приходит в дом Рэйчел и ругает её за то, что она соврала ему о том, будто знала Меган, и за то, что натравила полицию на доктора Абдику, и самого Скотта сделала подозреваемым. Скотт в гневе разбивает об стену бутылку, злобно хватает девушку, но затем уходит, хлопнув дверью.
Рэйчел идёт в полицию, чтобы сообщить о нападении Скотта. Она полагает, что это Скотт, возможно, убил Меган. Но детектив говорит, что он исключён в качестве подозреваемого, поскольку согласно записям видеонаблюдения в момент убийства находился в баре.
В поезде Рэйчел видит Марту, жену бывшего босса Тома, и подходит к ней, чтобы извиниться за свое скверное поведение на давешнем барбекю. Ведь там, как уверена Рэйчел, она ужасно себя вела, разбила тарелку и оскорбила Марту. Однако Марта говорит, что на барбекю не произошло ничего плохого. Да, Рэйчел перебрала немного, но её уложили поспать в свободной комнате. Кроме того, выясняется, что Том был уволен за домогательства к коллегам-женщинам. Рэйчел понимает, что Том заложил ложные воспоминания в её голову во время совместных попоек. Он также жестоко обращался с ней во время потери памяти. Именно это объясняет травмы, которые у неё обнаруживались после пробуждения.
Анна подозревает Тома в измене. Она хочет просмотреть электронную почту мужа, но не может вычислить пароль на его ноутбуке. Однако случайно находит странный сотовый телефон, спрятанный в их доме. Голосовая почта показывает, что телефон принадлежал Меган. Анна, желая узнать подробности, ночью осторожно выходит из дома. Проснувшийся Том почти застал её во время прослушивания голосовых сообщений. Анна успела выбросить мобильник, убедила мужа, что всё в порядке и они вместе возвратились в дом.
Рэйчел возвращается в туннель и вспоминает во флешбэке, что в тот день она застала Тома на встрече с Меган. Меган ушла к машине Тома и сказала ему, что увидела Рэйчел. Том в ярости вбежал в тоннель, напал на Рэйчел, потребовал держаться подальше и жестоко избил.
Вспомнив всё произошедшее, Рэйчел идёт в дом Тома, чтобы предупредить Анну. Рэйчел говорит ей, что Том опасен и что это именно он убил Меган. Анна знает о романе Тома с Меган, но не хочет что-либо предпринимать. Но когда Том приходит домой, обе женщины в завязавшемся скандальном разговоре рассказывают ему подробности его романа с Меган. Разозлившийся Том пытается заставить Рейчел выпить алкоголь (она в последнее время бросила пить), а затем выплёскивает алкоголь ей в лицо и сильным ударом лишает её сознания.
Другой флешбэк показывает, что Том избил Меган до смерти, когда она сказала ему, что беременна от него. При этом на требование сделать аборт она ответила отказом.
Когда Рэйчел приходит в себя, она пытается убежать из дома, но входная дверь заперта. Том пытается задушить её. Анна всё это время с ужасом смотрит на происходящее. Рэйчел вырывается, возвращается на кухню и незаметно хватает штопор. Она выбегает на улицу, но Том догоняет её и пытается схватить. Рэйчел резко поворачивается и быстрым ударом наносит штопором ему рану в шею. Том падает, истекая кровью. Анна подходит к нему и вонзает штопор ещё глубже, убивая Тома.
К месту убийства приезжает полиция. Обе женщины арестованы. На допросе Рэйчел и Анна рассказывают детективу Райли одинаковые версии событий об убийстве Тома. Их версия — необходимая самооборона. Обе говорят, что Том признался, что это именно он убил Меган.
В последнем эпизоде фильма Рэйчел идёт по кладбищу. Она останавливается перед надгробием Меган и говорит: «Мы теперь навсегда связаны. Мы трое, навсегда связаны историей, которой мы поделились». Позже она садится в поезд, но на другую половину. Отныне она надеется начать новую жизнь.

## В ролях
| Актёр            | Роль                |
| ---------------- | ------------------- |
| Эмили Блант      | Рэйчел Уотсон       |
| Ребекка Фергюсон | Анна Уотсон         |
| Хейли Беннетт    | Меган Хипвелл       |
| Джастин Теру     | Том Уотсон          |
| Люк Эванc        | Скотт Хипвелл       |
| Эллисон Дженни   | офицер Райли        |
| Эдгар Рамирес    | доктор Камаль Абдик |
| Лиза Кудроу      | Марта               |
| Лора Препон      | Кэти                |

## Критика
Фильм получил смешанные отзывы критиков. На сайте Rotten Tomatoes у картины 44 % положительных рецензий из 312. На сайте Metacritic — 48 баллов из 100 на основе 49 отзывов. На сайте CinemaScore зрители дали фильму оценку B-, по шкале от A+ до F.

## Награды и номинации
- 2017 — две номинации на премию «Сатурн»: лучший триллер, лучшая женская роль (Эмили Блант)[18].
- 2017 — номинация на премию BAFTA за лучшую женскую роль (Эмили Блант)[19].
- 2017 — номинация на премию Гильдии киноактёров США за лучшую женскую роль (Эмили Блант)[20].

## Ремейк
8 мая 2020 должен был выйти ремейк картины, но он был отложен из-за пандемии коронавируса.